# Joaquim Forn i Chiariello
Joaquim Forn i Chiariello (Barcelona, 1 d'abril de 1964) és un polític català, conseller d'Interior de la Generalitat de Catalunya el 2017.
En el judici al procés independentista català va ser condemnat pel Tribunal Suprem de l'Estat espanyol, l'octubre de 2019, a 10 anys i mig de presó i d'inhabilitació pel delicte de sedició.

## Biografia
Fill de català i equatoriana, va estudiar al Liceu Francès de Barcelona per evitar l'educació franquista. Llicenciat en Dret per la Universitat de Barcelona, ha estat regidor de l'Ajuntament de Barcelona adscrit al districte de Sants-Montjuïc i de Nou Barris des del 1999 al grup municipal de Convergència i Unió, fins al canvi de nom de la coalició a Grup Municipal Demòcrata (PDeCAT-Unió-Demòcrates).
Després de la Universitat va començar a treballar en un despatx d'advocats. El 1989 es va unir a Acció Olímpica, grup que va demanar la independència de Catalunya durant els Jocs Olímpics d'Estiu de 1992 a Barcelona.
És portaveu del grup municipal de CiU des del 2007. Durant l'alcaldia de Xavier Trias (2011-2015) va exercir de 1r tinent d'alcalde de Barcelona, encarregant-se de les funcions de l'Àrea de Presidència, del Règim Interior, de la Seguretat i Mobilitat de l'Ajuntament de Barcelona. Va ser també portaveu del govern municipal. Durant la seva etapa com a tinent d'alcalde, va ocupar la presidència de Transports Metropolitans de Barcelona i va ser vicepresident del Consell d'Administració de l'Autoritat del Transport Metropolità.
El juliol del 2017 va ser nomenat conseller d'Interior del govern Puigdemont, en substitució de Jordi Jané, en una àmplia remodelació començada dies abans pel president de la Generalitat. Va tenir un paper determinant en la gestió de seguretat i emergències en resposta als atemptats de Barcelona i Cambrils del 17 d'agost.
El 27 d'octubre de 2017 després que el Parlament de Catalunya proclamés la República Catalana, el Senat espanyol va aprovar les mesures proposades pel Govern a l'empara de l'article 155 de la Constitució Espanyola, entre elles la destitució del president de la Generalitat de Catalunya i tot el seu Govern, inclòs Joaquim Forn. Immediatament després va ser publicat en el Boletín Oficial del Estado. Poc després, Forn va acompanyar els membres del Govern que es van exiliar a Bèlgica, i va ser present a la roda de premsa que van fer el 31 d'octubre a Brussel·les. Però va tornar aquella mateix nit a Barcelona, amb avió, a l'aeroport del Prat.

### Presó
El 2 de novembre de 2017 vuit membres del Govern català, entre ells el mateix Joaquim Forn, Oriol Junqueras, Jordi Turull, Josep Rull, Meritxell Borràs, Carles Mundó, Raül Romeva, Dolors Bassa i l'exconseller Santi Vila, declararen davant la jutgessa de l'Audiència Nacional, Carmen Lamela. El fiscal, Miguel Ángel Carballo, va sol·licitar presó incondicional per a tots els membres del Govern català, inclòs Joaquim Forn. Sols l'exconseller Santi Vila va rebre un tracte diferent, sense la mesura cautelar de presó incondicional (va pagar una fiança de 50.000 euros, que li va permetre evitar la presó, tot i que hi va passar una nit).
A la presó d'Estremera va començar compartint cel·la, en el mòdul 3, un mòdul d'interns primaris, amb Raül Romeva. El 5 de desembre, Bassa, Borràs, Mundó, Romeva, Rull i Turull van sortir de la presó, en llibertat condicional. L'endemà, el van passar al mòdul 7, compartint cel·la amb Oriol Junqueras, fins al 28 de febrer de 2018, en què van ser acceptades les seves respectives peticions per tenir una cel·la individual. Forn va presentar un recurs d'apel·lació davant del Tribunal Suprem l'endemà que els seus companys quedessin en llibertat, i el jutge Pablo Llarena l'hi va denegar, el 14 de desembre. No va poder participar en la campanya electoral del Parlament de Catalunya, en què formava part, en el número 7 de la circumscripció de Barcelona de la candidatura Junts per Catalunya. Va sortir elegit diputat el 21 de desembre. Va renunciar a l'escó el 23 de gener per tenir més arguments a l'hora de sol·licitar la seva llibertat, i l'hi va substituir Antoni Morral. L'1 de febrer el jutge Pablo Llarena va decidir mantenir-lo en presó preventiva, a l'espera de judici. Ha publicat Escrits de presó, un dietari en què relata les reflexions i vivències del procés independentista i l'empresonament. El juliol de 2018 va ser traslladat al Centre Penitenciari de Lledoners. Des de llavors s'ha realitzat diverses concentracions de suport a les portes del centre. El desembre de 2018 va dur a terme una vaga de fam per protestar contra la seva situació de presó provisional.
El 23 de gener del 2019 va confirmar que seria candidat a l'Alcaldia de Barcelona a les properes eleccions municipals, assegurant que la seva candidatura seria «integradora, solvent i transversal», i també que ha pres aquesta decisió perquè és el seu «dret». Mesos abans, el març del 2018 havia anunciat que renunciava a presentar-se a les primàries —guanyades finalment per Neus Munté— per centrar els esforços en la seva defensa jurídica.
L'1 de febrer de 2019 fou traslladat a la presó madrilenya de Soto del Real en un autocar de la Guàrdia Civil, per fer front al judici que va començar el 12 de febrer, i que va acabar el 14 d'octubre de 2019 amb una sentència que imposava dures penes a la majoria de processats, i en concret, a Forn, de 10 anys i mig de presó i d'inhabilitació per sedició.

### Indult
El 23 de juny de 2021, juntament amb la resta d'empresonats en el judici al procés independentista català va ser indultat de la pena de presó pel govern de Pedro Sánchez, que va manenir la inhabilitació establerta en la sentència, condicionat a no cometre cap delicte greu en els següents sis anys, i immediatament va ser posat en llibertat, juntament amb Oriol Junqueras, Jordi Sànchez, Jordi Turull, Josep Rull i Raül Romeva, que també complien condemna al Centre Penitenciari Lledoners, Carme Forcadell, que complia condemna al Centre Penitenciari de Dones de Barcelona i Dolors Bassa que complia condemna al Centre Penitenciari Puig de les Basses.
Des de febrer de 2022 és vocal de la junta d'Òmnium Cultural presidida per Xavier Antich.

## Publicacions
- Escrits de presó (Grup Enciclopèdia Catalana, 2018)[28]